# Klutuk (Mekar Baru)
Klutuk is een bestuurslaag in het regentschap Tangerang van de provincie Banten, Indonesië. Klutuk telt 2351 inwoners (volkstelling 2010).